# Alcatel-Lucent
Ne doit pas être confondu avec Alcatel-Lucent Enterprise ou Alcatel Mobile.

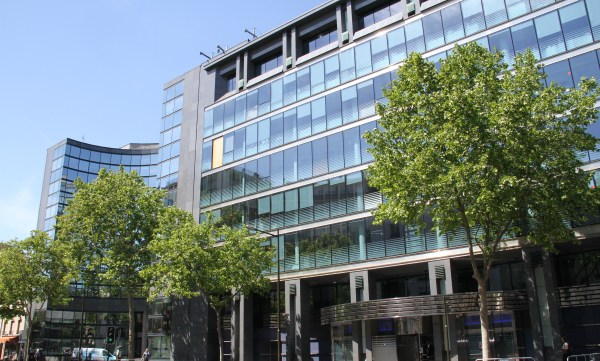
Siège social d'Alcatel-Lucent à Boulogne

Alcatel-Lucent était une société multinationale française, née en 2006 de la fusion entre Alcatel et Lucent Technologies. C'était l’un des leaders mondiaux des infrastructures de télécommunications pour les réseaux fixes et mobiles, et les services associés. Alcatel-Lucent est rachetée par le groupe finlandais Nokia en 2015.
Groupe international présent dans près de 130 pays, le siège d’Alcatel-Lucent était situé à Boulogne-Billancourt (Hauts-de-Seine) depuis mai 2014.
Alcatel-Lucent proposait, principalement aux opérateurs de télécommunications,
- des systèmes et des équipements de télécommunications fixes et mobiles, de téléphonie et de transmission de données,
- la planification, la conception, le déploiement, l'intégration, la mise en service des réseaux fixes et mobiles, en solutions de bout en bout,
- la conception, la fabrication , la pose des câbles sous-marins de télécommunications, des équipements connexes et assure leurs maintenances , avec ses propres bateaux pour faire passer la fibre optique partout autour du globe,
- des systèmes de support opérationnel et fonctionnel (OSS/BSS) pour les réseaux déployés et les services associés.

Au niveau mondial, Alcatel-Lucent était 4eme en parts de marché dans les télécoms en 2013, devancée par Huawei, Ericsson et Cisco.
Le groupe comprenait les Laboratoires Bell. Sept récipiendaires d’un prix Nobel ont travaillé aux Bell Labs et plus de 29 000 brevets ont été publiés depuis leur création en 1925.
En 2014, Alcatel-Lucent se sépare d'Alcatel-Lucent Enterprise, chargé de l'activité entreprise du groupe.
Le 15 avril 2015, Nokia annonce l'acquisition d'Alcatel-Lucent en échange de ses propres titres. Alcatel-Lucent est valorisé à 15,6 milliards d'euros. Cette opération s'achève en novembre 2016 par la radiation de l'action Alcatel-Lucent de la Bourse de Paris.
Le 27 juin 2024, l'État français annonce avoir passé un accord avec Nokia, pour récupérer 80 % des actions dans Alcatel Submarine Networks (ASN), leader mondial de la fabrication et la pose de câbles sous-marins, par l'intermédiaire de l'Agence des participations de l’État.

## Identité visuelle

Logo d'Alcatel de 1987 à 2006.
Logo de Lucent Technologies jusqu'en 2006
Logo d'Alcatel-Lucent de 2006 à 2016.

## Histoire

### Fusion d'Alcatel et Lucent fin 2006
Le groupe Alcatel-Lucent est né de la fusion entre deux sociétés, Alcatel (France) et Lucent (États-Unis) le 1er décembre 2006.
La société française Alcatel, issue de la CGE (Compagnie Générale d'Électricité) était à l’époque un spécialiste des télécommunications et des réseaux. L’entreprise américaine Lucent était issue du groupe Western Electric Manufacturing Company, une filiale d'AT&T le spécialiste américain historique des télécommunications.
Lors du rachat, la répartition actionnariale était de 60 % pour Alcatel, et de 40 % pour Lucent.
Le rachat est autorisé après de longs examens par les autorités, notamment américaines, qui donneront leurs accords (Le Comité américain des investissements étrangers (Committee on Foreign Investment in the United States, CFIUS), qui évalue l'implication des fusions et des acquisitions sur la sécurité nationale des États-Unis, a examiné le dossier pendant 75 jours). Concrètement, les deux fabricants ont décidé que les contrats de Lucent avec les agences gouvernementales américaines, et les Bell Labs seront détenus par une filiale américaine séparée, LGS Innovations LLC, et indépendante, gérée par un conseil d'administration composé des trois Américains agréés par le gouvernement,.
La direction du groupe est alors confiée à un tandem franco-américain composé de Serge Tchuruk et Patricia Russo.
En 2006, Alcatel-Lucent acquiert des activités 3G/UMTS de Nortel pour 320 millions d'euros.
En 2007, le groupe est secoué par un conflit social majeur à la suite de l'annonce d'importantes suppressions d'emplois. La société perd 12 500 emplois sur 79 000. Des milliers de salariés d'Alcatel-Lucent dont des représentants des différentes entités européennes viennent manifester à Paris le 15 mars 2007 de la place de la Bourse à la rue de La Boétie, où se situait le siège de l'entreprise, contre les 12 500 suppressions d'emplois annoncées,,.
En 2007, Alcatel-Lucent acquiert Tropic Networks, NetDevices, Tamblin et Thompson Advisory Group. En 2008, il acquiert Motive.
En 2008, Alcatel-Lucent annonce une alliance, vite abandonnée, avec NEC pour concurrencer Ericsson, Huawei ou ZTE en investissant dans le développement d'équipements de téléphonie mobile en technologie LTE.
Devant les mauvais résultats du groupe et une fusion qualifiée d'échec, Serge Tchuruk et Patricia Russo, en plein conflit managérial, qui leur a fait prendre avec trop de retard le virage de la 3G vers la 4G, annoncent leur départ de la tête du groupe, le 29 juillet 2008.
Alcatel-Lucent est encore bien placé dans les réseaux fixes (numéro 1 dans l'ADSL et les réseaux optiques) mais est affaibli dans les domaines en forte croissance des réseaux mobiles (nouvelles générations 3G et 4G) et les services.

### Changement de direction à la suite de mauvais résultats en 2008
En 2008 également, la présidence non-exécutive est confiée à Philippe Camus (qui est déjà installé aux États-Unis) et la direction du groupe est confiée à Ben Verwaayen, ancien directeur général de British Telecom (en 1997, il était vice-président international, directeur général adjoint et vice-président du comité de direction au sein du groupe Lucent Technologies)
En 2009, Alcatel-Lucent cède sa participation dans Thales à Dassault Aviation.
En octobre 2009, la société se sépare de 1 000 salariés sur les 10 500 situés en France.
En 2010, avec 15,99 milliards d'euros de chiffre d'affaires, Alcatel-Lucent est encore le troisième fournisseur mondial en réseaux de télécommunications, derrière Ericsson, Huawei et devant Nokia Siemens Networks. Les groupes occidentaux ont vu leurs parts de marché en Asie s'effriter et ont assisté à la montée en puissance du groupe chinois Huawei sur les marchés émergents et occidentaux.
En 2011, Alcatel-Lucent cède son activité de centre d’appels téléphoniques à la société Genesys.
En octobre 2012, elle annonce la suppression de 1 430 emplois en France. Selon le quotidien Le Monde, la société aurait perdu 800 millions d'euros par an entre 2003 et 2013, ce qui contraint Alcatel-Lucent à gager ses 29 000 brevets pour obtenir 2 milliards d'euros de prêts auprès des banques Goldman Sachs et Crédit suisse. Une décision qui fait craindre au gouvernement français qu'Alcatel-Lucent ne perde la propriété de ses brevets estimés à 5 milliards d'euros,,.
La NSA, en charge d'intercepter les communications qui transitent par les câbles sous-marins et les infrastructures d'Internet, s'est intéressée de très près, du 1er au 31 janvier 2013, à tout ce qui est lié au domaine alcatel-lucent.com (et de Wanadoo qui est une ancienne filiale de France Télécom) de l'entreprise suivie par l'administration américaine. L'accès, par la NSA, à l'ensemble des communications des salariés de l'entreprise pourrait donc avoir été systématique.

### Nouvelle direction et restructuration (avril 2013 à août 2015)
Au mois de février 2013, Alcatel-Lucent annonce le changement de directeur général et la nomination de Michel Combes. Celui-ci prend ses fonctions le 1er avril 2013.
Michel Combes veut repositionner Alcatel-Lucent en un des leaders mondiaux des télécoms et des réseaux, notamment via ses activités dans le « cloud computing », l’IP et le très haut débit (THD) mobile et fixe.
Il décide en juin 2013 de restructurer le groupe par la mise en œuvre du « plan Shift », pour faire face à une baisse du chiffre d'affaires depuis 2008 et à un endettement important à des taux d'intérêt élevés, dont les échéances de remboursement en capital se rapprochent.
Selon Michel Combes : « Le patriotisme économique n’est pas un gros mot », « J’ai hérité d’une entreprise qui était dans une situation de quasi-faillite. Ma priorité initiale, c’était de rétablir Alcatel-Lucent, de le remettre dans le jeu ».
En 2013, Alcatel-Lucent signe un accord avec Qualcomm dans le secteur des small cells. La même année, Alcatel-Lucent signe un contrat avec Telefónica pour l’Espagne et avec China Mobile pour la 4G en Chine.
Le 23 décembre 2013, Alcatel-Lucent réintègre le CAC 40, un an après l'avoir quitté au profit de Gemalto, et y remplace STMicroelectronics.
Au mois de février 2014, lors du Mobile World Congres, Alcatel et Intel nouent un partenariat dans le cloud, l’un des axes majeurs du plan Shift. Cet accord vise notamment à développer une offre pour servir le marché de l’Internet des objets.
Le 31 mars 2014, Alcatel conclut la vente de la filiale LGS Innovations LLC à une société américaine détenue par le groupe Madison Dearborn Partners, pour un prix au comptant de 81 millions d’euros.
En mai 2014, Alcatel cède son entité spécialisée dans la cybersécurité au groupe Thales, chef de file des industries liées à la défense. Cette opération s’accompagne d’un partenariat dans ce domaine entre les deux groupes.
Au début de l’été Alcatel-Lucent annonce l’ouverture prochaine d’un nouveau centre de recherche (Bell Labs) à Tel Aviv, en Israël, centré sur la recherche sur le cloud et les nouveaux défis de l’évolution des réseaux de télécommunications.
Le 19 juin 2014, Alcatel-Lucent annonce un partenariat commercial et technique avec EBlink, une start-up en plein essor dans le domaine du mobile. Ce partenariat vise à étendre les capacités du groupe dans les réseaux d'accès mobile très haut débit 4G LTE et les small cells.
Début octobre 2014, Alcatel-Lucent vend sa division Entreprise, valorisée à 268 millions d'euros, à China Huaxin, en conservant 15 % de participation. Cette division devient une société indépendante sous le nom d'ALE International, mais conserve le droit d'utiliser le nom Alcatel-Lucent Entreprise jusqu'en 2018.
Le 15 avril 2015, Alcatel-Lucent, annonce son rachat par le géant finlandais des télécommunications Nokia, les deux groupes vont fusionner sous direction Nokia. Les actionnaires de Nokia détiendront 66,5 % de la nouvelle structure et ceux d'Alcatel-Lucent 33,5 %. Le siège social sera situé à Espoo, en Finlande. Le président du conseil d'administration et le directeur général resteront ceux de Nokia. Le nouvel ensemble aura près de 120 000 employés pour un chiffre d'affaires d'environ 25 milliards d'euros,. Michel Combes démissionne à la suite de la négociation de l'accord avec Nokia permettant à celle-ci d’acquérir Alcatel-Lucent.
Michel Combes explique que les équipes françaises joueront « un rôle primordial » : « Le pilotage mondial de l’innovation et de la recherche se fera depuis la France », détaille-t-il. « Ce projet va même renforcer l’emploi en France ». Selon lui, 500 emplois vont être créés dans la recherche et développement en plus des 2 000 qui existent déjà en France.
« Face aux marchés concurrents que sont la Chine ou les États-Unis, la France n'a pas l'envergure suffisante pour s'imposer sur le plan industriel. Pour Philippe Camus, c'est à l'échelle européenne que des fleurons industriels peuvent se distinguer. « Il faut accepter que des champions européens se créent et ils ne sont pas tous d’origine française. » ».
En 2020, cinq ans après l'acquisition par Nokia, les effectifs en France sont mis en relation avec le chiffre d'affaires local (5,8 % du CA Mondial) du groupe Nokia et sont réduits d'un tiers par la suppression de 1233 postes touchant la R&D,,.

#### Plan de sauvetage de l'entreprise
Au mois de juin 2013, Michel Combes présente un plan stratégique pour sauver Alcatel-Lucent appelé Shift. Ce plan à trois ans comprend plusieurs volets qui sont détaillés le 8 octobre 2013 par le nouveau directeur général.
- Stratégie : Transformer le généraliste des équipements de télécommunications en un spécialiste des réseaux internet, du Cloud et du « très haut débit »[61] ;
- Finances : Une économie de 1 Mds€ par an d’ici 2015[62] ;
- Réorganisation : Une réduction nette de 10 000 postes dans le monde d’ici fin 2015 (15 000 suppressions de poste sur 72 000 et la promesse de création de 5 000 postes par ailleurs) fermeture de la moitié des sites existants. Les suppressions salariales sont de 4 100 personnes en Europe-Afrique-Moyen-Orient, de 3 800 en Asie-Pacifique et de 2 100 en Amérique.

En France, le groupe avait envisagé la suppression de 900 postes, mais le nombre de postes supprimés devrait s’établir au-dessous de 700. Par ailleurs, Alcatel-Lucent va se séparer d'environ 170 ingénieurs travaillant sur la 4G au profit d'Altran.
En France, le plan inclut les fermetures des sites de Toulouse, Rennes et Orvault, la vente des sites d'Eu en Seine-Maritime et d'Ormes dans le Loiret, et des investissements à Nozay dans l'Essonne et à Lannion dans les Côtes-d'Armor.
Dans le cadre du projet de diminution de la dette et de l’extension de sa maturité, Alcatel-Lucent a engagé au mois de juin 2014 une nouvelle émission d'obligations convertibles. En particulier, Alcatel-Lucent va rembourser l'emprunt obtenu auprès de Goldman Sachs et du Crédit Suisse gagé sur ses brevets, ce qui lui rend un élément de liberté stratégique.
Lors de la polémique sur le départ de Michel Combes, un inventaire de son action à la tête d'Alcatel-Lucent permet de dégager les points suivants :
- la suppression de 10 000 postes dans le monde (soit 15 % des effectifs) si l'on tient compte des 5 000 créations de postes promises ;
- le cours de bourse a été multiplié par trois, passant de moins de 1 € à son arrivée à 3 € le 31 août 2015 ;
- la direction considère que Michel Combes a permis de sauver la société de la faillite ;
- la purge dans les effectifs a permis le rachat par Nokia pour 15,6 milliards d'euros[67].

### Rachat par Nokia (avril 2015 à octobre 2016)
En avril 2015, Nokia annonce un projet de rachat d'Alcatel-Lucent,. Il se fera par le biais d'échanges d'actions : 0,55 action Nokia contre 1 action Alcatel-Lucent. Au cours de l'action Nokia le 15 avril 2015, le groupe Alcatel-Lucent est valorisé à 15,6 milliards d'euros.
Le 18 novembre 2015, Nokia lance une OPE sur Alcatel-Lucent. Le 7 janvier 2016, Nokia annonce détenir 76,31 % du capital d'Alcatel-Lucent. Le 14 janvier 2016, Nokia rouvre son offre sur le capital d'Alcatel-Lucent jusqu'au 3 février 2016 dans l'objectif d'acquérir au moins 95 % des actions et de pouvoir retirer le titre du marché boursier ; seulement 91,25 % du capital est apporté lors de la clôture de cette offre le 5 février 2016.
À la mi-juin 2016, Nokia a acquis plus de 95 % des droits de vote et du capital, lui permettant d'initier une offre publique de retrait auprès de l'AMF pour une finalisation prévue courant octobre 2016. Alcatel-Lucent devient une simple filiale de Nokia.
Le 2 novembre 2016, l'action d'Alcatel-Lucent est radiée d'Euronext Paris à la suite de l'offre publique de retrait.
Le 5 février 2019, la filiale française de Nokia Networks (Alcatel-Lucent International) est fusionnée avec Nokia Solutions and Networks France et cette dernière est dissoute.
À aucun moment, il n'a été envisagé l'usage du décret no 2014-479 en date du 16 mai 2014 qui étend, en particulier, aux télécommunications les pouvoirs du décret no 2005-1739, donnant la possibilité au gouvernement de mettre un veto sur des investissements étrangers qui portent atteintes aux intérêts stratégiques de la France,,,.

En juin 2022, un jugement du tribunal administratif de Paris donne droit aux représentants syndicaux CFE-CGC et CGT « d'accéder aux lettres d'engagements négociés avec l'État français lors du rachat d'Alcatel-Lucent en 2016 » par Nokia. Ce qui devrait permettre de vérifier les contreparties sur l'emploi contenues dans l'accord en dépit du secret des affaires allégué.

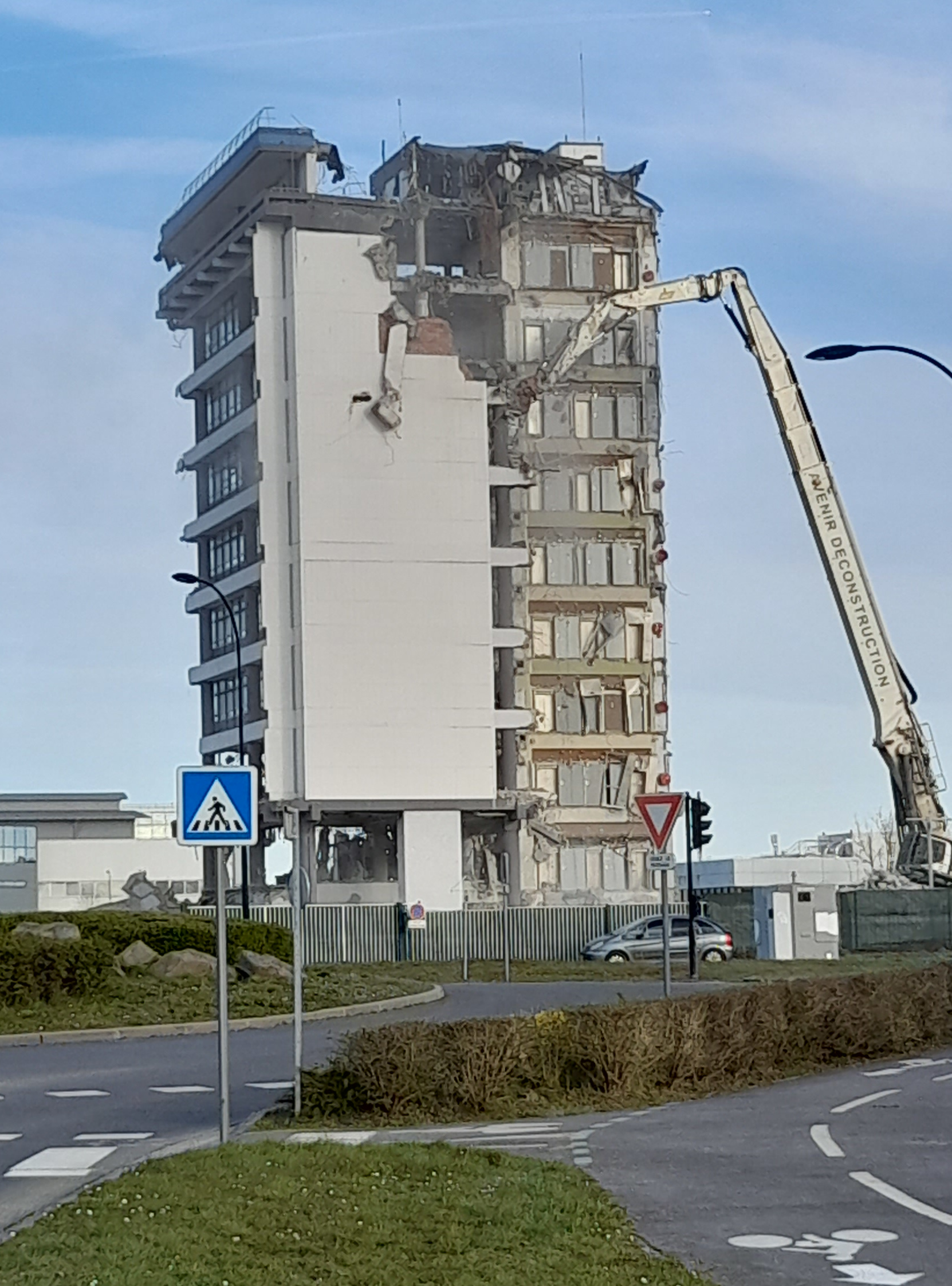
Démantèlement du site historique de Nozay-Villarceaux : tour de direction.

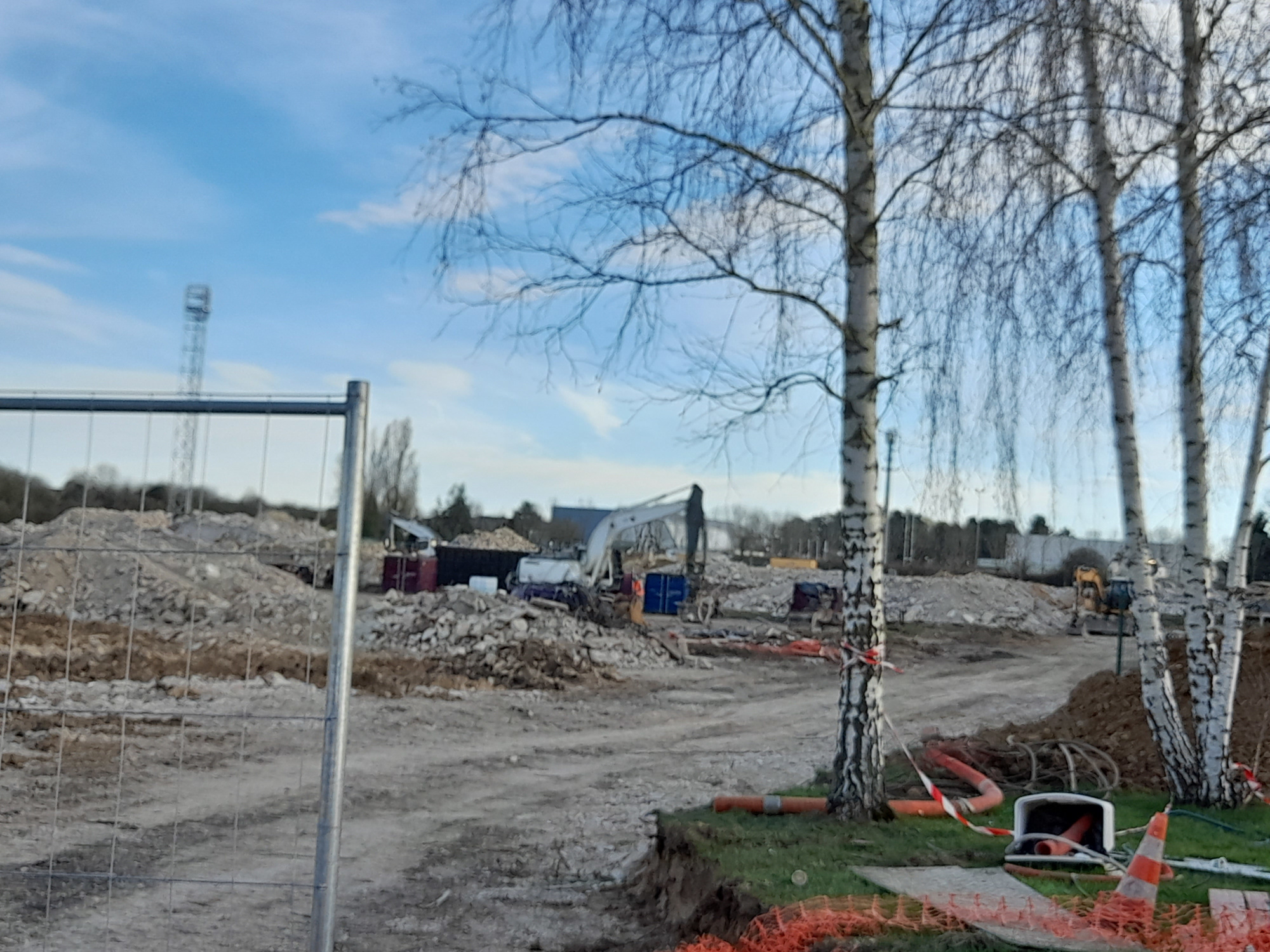
Démantèlement du site historique de Nozay-Villarceaux : emplacement des laboratoires Laplace et Shannon

En avril 2023, après la transformation de l’ancien site industriel et de recherches d’Alcatel à Marcoussis en campus de data centers, le groupe Data4, opérateur et investisseur français sur le marché des data centers, annonce l’acquisition du siège de Nokia France anciennement Alcatel-Lucent et Alcatel, situé à Nozay-Villarceaux(Essonne). Le groupe prévoit d’investir sur ce site près d’un milliard d’euros d’ici 2030.
En mars 2025, le site historique d'Alcatel (Nozay-Villarceaux) est démantelé.

## Direction de l'entreprise

### Direction générale
- À partir du 1er décembre 2006 (fusion Alcatel et Lucent), Patricia Russo, ancienne PDG de Lucent Technologies, assure le poste de directeur général du Groupe.
- Le 1er septembre 2008[80], le néerlandais Ben Verwaayen succède à Patricia Russo
- À partir du 1er octobre 2008, Philippe Camus est le nouveau président du conseil d'administration. Il succède à Serge Tchuruk.
- Le 1er avril 2013, Michel Combes succède à Ben Verwaayen au poste de directeur général[81].

Le 19 avril 2015, une première information fait part de la renonciation de Michel Combes à son indemnité de départ.
Son départ donnera lieu à de vives polémiques quant au montant des 'indemnités' qu'il toucherait en quittant le groupe : 14 millions d'euros. La somme ayant fait sursauter jusque dans les rangs du Medef.
Face à la polémique sur ce parachute doré, Alcatel-Lucent décide de la réduire à 7,9 millions,,.
Le ministre de l'Économie intervient auprès du nouveau PDG du groupe,.
En 2015, l'Autorité des marchés financiers (AMF) a rappelé à l'ordre la société,.
Le 1er septembre 2015, Philippe Camus déjà président du conseil d'administration est nommé directeur général.

### Direction du groupe
Composition de l'équipe de direction :
Au 21 janvier 2014 :
- Michel Combes, directeur général
- Philippe Guillemot, directeur des opérations
- Philippe Keryer, directeur de la stratégie et de l’innovation
- Basil Alwan, routage & transport IP
- Dave Geary, activités mobiles
- Andrew McDonald, plateformes IP
- Federico Guillén, activités réseaux fixes
- Nicole Gionet, ressources humaines
- Jean Raby, finances et juridique
- Tim Krause, directeur marketing[91]
- Marcus Weldon, Bell Labs

### Conseil d'administration
En 2014, les membres du conseil d'administration sont :
- Philippe Camus
- Louis R. Hughes
- Michel Combes
- Sylvia Jay
- Daniel Bernard
- Jean Monty
- Kim Crawford Goodman
- Olivier Piou
- Carla Cico
- Jean-Cyril Spinetta
- Stuart E. Eizenstat
- Gilles Le Dissez
- Bertrand Lapraye

Lors de l’Assemblée générale 2014 qui s’est tenue le 28 mai, Véronique Morali (Webedia-Fimalac) et Francesco Caio (it) (poste italienne) intègrent le conseil d’administration du groupe.

## Plainte contre Microsoft pour violation de brevets
- 2002 - Lucent Technologies saisit un tribunal d'une plainte contre des fabricants Dell et Gateway qui, selon ses dires, avec certaines applications auraient violé des brevets déposés par son centre de recherche "Bell Labs" en 1994 et 1997, relatifs à la technologie musicale numérique MP3. Microsoft se joint à la procédure s'estimant mis en cause du fait de l'utilisation de MP3 dans son logiciel Windows Media Player[94].
- Novembre 2006 - Alcatel saisit un tribunal au Texas d'une plainte contre Microsoft qui, selon ses dires, aurait violé sept de ses brevets. Des négociations sont menées en parallèle afin de tenter de trouver un accord à l'amiable[95]
- Fin 2006 - Alcatel et Lucent Technologies fusionnent donnant naissance à Alcatel-Lucent
- Janvier 2007 - Devant le tribunal californien, Alcatel-Lucent exige une réparation de 2 milliards de dollars pour usage non autorisé d'un brevet ex-Lucent dans le décodeur audio MP3 de Windows Media Player[96]
- Février 2007 - Devant un jury fédéral américain de San Diego en Californie, Microsoft est reconnu coupable d'avoir violé les brevets MP3 d'Alcatel-Lucent et est condamné à verser à l'équipementier franco-américain des dommages s'élevant à 1,52 milliard de dollars, bien moins que ce qu'Alcatel-Lucent réclamait dans ses dernières conclusions (4,5 milliards de dollars)[97]. Microsoft indique dans un communiqué qu'il étudie l'éventualité de faire appel du jugement. L'éditeur a fait valoir dans sa défense qu'il avait déjà versé 16 millions de dollars de droits à l'institut allemand Fraunhofer, « reconnu par l'industrie comme le détenteur légitime du brevet ». Selon le secrétaire général adjoint de Microsoft, cette décision peut conduire à générer des poursuites contre des centaines d'autres sociétés qui ont acheté au Fraunhofer le droit d'utiliser le MP3. Alcatel-Lucent en réponse indique qu'il n'a pas engagé de procédure contre d'autres sociétés, sans exclure pour autant cette possibilité à l'avenir. Le même tribunal doit examiner séparément d'autres plaintes contre Microsoft relatif à des brevets de codecs pour la voix et pour la compression de la vidéo, technologies utilisées de manière illicite par Microsoft, selon les dires d'Alcatel-Lucent, dans la console de jeux Xbox. À l'inverse, Microsoft poursuit Alcatel-Lucent dans une affaire relative à ses logiciels de messagerie unifiée[98].
- Mars 2007 - Le jury fédéral de San Diego rejette la plainte d'Alcatel-Lucent en estimant que Microsoft n'a pas violé un brevet de reconnaissance vocale appartenant à l'équipementier franco-américain. Ce dernier déclare qu'il va faire appel. Dans l'autre affaire relative au litige sur MP3, Microsoft décide de faire appel, ce qui suspend tout versement[99]. Par ailleurs, une plainte déposée en février par Microsoft contre Alcatel-Lucent pour atteinte au droit des brevets est examinée par la Commission du commerce international (ITC) des États-Unis. Certaines technologies d'Alcatel-Lucent sont menacées d’être interdites à l'importation aux États-Unis[100].
- Mai 2007 - La cour suprême des États-Unis casse un jugement en appel datant de juillet 2005 et qui donnait raison à AT&T. Microsoft se voyait reprocher d'avoir incorporé de manière illicite dans Windows un des brevets de reconnaissance vocale de AT&T. Ce dernier avait exigé des réparations proportionnellement aux ventes de Windows aux États-Unis et aussi dans le reste du monde. Les deux sociétés avaient conclu une entente pour la partie des ventes aux États-Unis, mais pour la partie des ventes dans le monde ont débattu de leur différend au niveau de Cour suprême. Cette décision fait jurisprudence pour tous les produits logiciels exportés hors des États-Unis. Ceci signifie aussi que Microsoft va probablement s'appuyer sur cette décision et peut-être gagner en appel contre Alcatel-Lucent dans l'affaire des brevets relatifs à MP3[101],[16].
- Août 2007 - La décision du tribunal de San Diego de février 2007 condamnant Microsoft à payer 1,5 milliard de dollars d'amende (affaire des brevets MP3) est annulée par une cour d'appel californienne[94].
- Décembre 2008 - Alcatel-Lucent et Microsoft ont annoncé avoir conclu un accord sur l'ensemble des litiges en cours, sauf un, concernant le brevet « Day ».